# Gymnocarena carinata
Gymnocarena carinata es una especie de insecto del género Gymnocarena de la familia Tephritidae del orden Diptera.

## Historia
Fue descrita científicamente por primera vez en el año 1992 por Allen L.Norrbom.